# Эрколе, Эрколе
Эрколе Эрколе (итал. Ercole Ercole; 25 марта 1885 — 2 октября 1967) — итальянский генерал и лётчик-бомбардировщик.

## Биография
Эрколе родился 23 марта 1887 года в городе Торре-Аннунциата.
В 1907 году поступил на службу в итальянскую армию в качестве офицера пехоты, пройдя обучение в военной академии Модены. Позже поступил на курсы пилотирования в Авиано и с февраля 1912 года обучался в учебном лагере Эймсбери, где 18 июня 1912 года Эрколе получил лицензию пилота самолёта.
После вступления Италии в Первую мировую войну Эрколе сражался в рядах Королевской армии, в составе авиационного батальона. 28 мая 1915 года его направили в 14-й разведывательную эскадрилью. После её роспуска в августе вошёл в состав 1-й эскадрильи Капрони. С февраля по апрель 1916 года Эрколе был командиром этого подразделения.
7 июня вновь стал командиром 11-го эскадрильи. 25 августа эскадрилью отправляют в Албанию. 12 октября 1916 года Эрлоке был атакован в небе над городом Зарнека австрийским истребителем Hansa-Brandenburg C.I. В результате завязавшегося боя его компаньоны были сбиты, топливный бак самолёта Эрколе оказался пробитым. Однако пилоту удалось выровнять машину и совершить аварийную посадку примерно в 50 км от итальянских позиций. В течение следующих нескольких дней Эрколе продвигался к дружественным войскам. Как только он добрался до итальянского лагеря, авиатора срочно отправили к военврачу Габриэле Руссо, который провёл операцию по частичной ампутации раненной ноги лётчика.
6 мая 1917 года Эрколе принял командование 74-й эскадрильей, оснащенной самолётами SAML S.2 и Savoia-Pomilio SP.2, которая принимала участие в одиннадцатой битве при Изонцо. Уже в ноябре майор Эрколе перешёл к командованию Северной военной авиационной группой. Данный пост Эрколе занимал до января 1918 года.
После окончания войны около года занимал должность авиационного атташе Италии во Франции. В 1923 году он назначен командующим Королевских военно-воздушных сил. В 1935 году, в звании подполковника, работает в качестве обслуживающего работника в 1-й территориальной воздушной зоне. Затем его повышают до генерала авиационной бригады.
Умер в Риме 2 октября 1967 года.

## Примечание
1. ↑  Ufficio Storico dell’Aeronautica Militare1969 p. 15
2. 1 2 3 4  Maisto 1948 p. 71/
3. 1 2 3  Mancini 1936 p. 254